# الشاهنامه
الشاهنامه (تعني: كتاب الملوك) ملحمة فارسية ضخمة تقع في نحو ستين ألف بيت، من تصنيف أبي قاسم الفردوسي، و«تُعتبر أعظم أثر أدبي فارسي في جميع العصور». نظمها الفردوسي للسلطان محمود الغزنوي مصوراً فيها تاريخ الفرس منذ العهود الأسطورية حتى زمن الفتح الإسلامي وسقوط الدولة الساسانية منتصف القرن السابع للميلاد. نقلها إلى اللغة العربية، نثراً، الفتح بن عليّ البُنداري المتوفى 643 هـ.

## تعريف
كان نوح بن منصور الساماني، وهو من أمراء بنو سامان التي كانت تحكم ما وراء النهر، أول من اقترح نظم الشاهنامه، وبدأ الشاعر أبو منصور الدقيقي بنظمها لكنه قتل فأتمها الفردوسي، بعد إشارة من السلطان محمود الغزنوي. وقيل أنه سلخ في نظمها خمساً وثلاثين سنة.
النظم في أقسامها الأولى محشوة بالخرافات، حافلة بالخوارق. أما في أقسامها الأخيرة التي يستعرض فيها الفردوسي تاريخ ملوك الفرس منذ عهد أردشير مؤسس الدولة الساسانية؛ فإن الأحداث والأخبار التاريخية تقترب من الحقيقة، وتعتمد التوثيق، وتتقيد بالتسلسل الزمني.
يقول المستشرق بروكلمن «والواقع أننا نقع في الشاهنامة على روح الأسلوب الملحمي الفارسي في قمة اكتماله، وأنها تتكشف برغم نمطيتها ورتابتها عن عبقرية شعرية رائعة».

## الترجمة العربية
أمر الملك المعظم بن الملك العادل الأيوبي، الفتح بن علي البنداري الأصفهاني بترجمة الشاهنامه إلى اللغة العربية، فنقلها نثرا بين جمادى الأولى سنة 620 هـ وأتم الترجمة في شوال 621 هـ، وهي الترجمة العربية الوحيدة للشاهنامه. حققه المصري عبد الوهاب عزام على خمس مخطوطات واحدة في برلين، وأخرى في كمبرج، ونسختين في طوب قبوسراي ، والخامسة في مكتبة كوبرلي، وأعتمد نسخة برلين الأصل، كونها أتم النسخ. وطبعت في مجلدين بالقاهرة سنة 1350 هـ.
ترجم البنداري الشاهنامه ترجمة شبه كاملة في أسلوب غير متكلف، وبيانه في جٌملته، ليس مسفا ولا عاليا. ويقول المحقق عبد الوهاب عزام أن البنداري يّسر الترجمة «وأوجزها فقرّب له حوادث الكتاب. وأحسب أن القارئ العربي، بهذه الترجمة، أقدر على الإحاطة بقصص الشاهنامه من القارئ الفارسي».

## الطبعات
نشر المستشرق يوليوس فون مول نص «الشاهنامه» للفردوسي في ست مجلدات (باريس، 1838 – 1866 م) ثم نشر باربييه دي مينار مجلداً سابعاً في 1878 م. ثم ترجم مول «الشاهنامه» إلى الفرنسية، في ست مجلدات من الحجم الصغير وزود هذه الترجمة بمقدمات وتعليقات وفيرة. وقد وصف عزام هذه الطبعة بأنها «أعظم طبعة للشاهنامه عرفت في العالم كله».

## شبهة العرب
ورد في السنوات الأخيرة، شُبهة أن الفردوسي أورد في كتاب الشاهنامه: «قد بلغ الأمر بالعربي من شرب لبن الإبل وأكل الضباب، إلى الطموح إلى تاج الكيانيين فأفٍّ لك يا فلك السماء» على لسان صحف إلكترونية ومفكرين عرب مثل عبد الله النفيسي حيث رُوج لها ضمن نظريات المؤامرة؛ وهذه منحولة غير صحيحة، بل إن نهاية النص تُعرِّض مدحًا بالفتح الإسلامي لفارس، وتذكر: «وبعد هذا كان دور عمر، جاء بالدين فصار السرير منبرًا»؛ ولكن يرى بعض الباحثين العرب بأن شخصية الضحاك العربية تحمل خصالًا سلبية، منتقدًا الفردوسي عليها، غير أن البعض يراه شخصية كبقية شخصيات الفردوسي، له خصاله الإيجابية والسلبية، وقد كان العرب أخوال رستم الفارسي بطل الأبطال في الشاهنامه.

## الملاحظات
1. ↑  معظم الكتب الفارسية تنتهي بلاحقة (نامه) والتي تعني (كتاب)، وهنا (شاهنامه) يعني (كتاب الشاه)، والشاه هو الملك الفارسي